# Rustam Kasimdzhanov

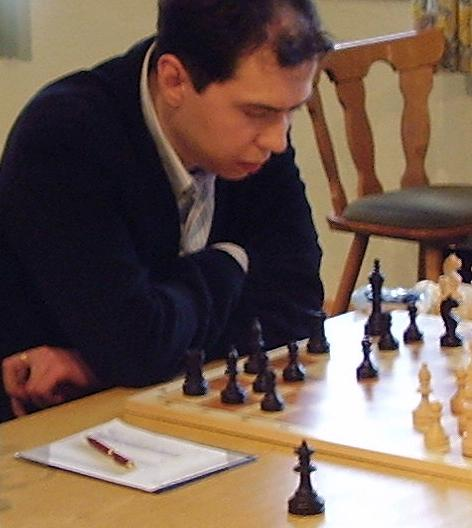
Rustam Kasimdzhánov.

Rustam Mashrúkovich Kasimdzhánov (5 de diciembre de 1979) es un Gran Maestro Internacional de ajedrez uzbeko. En el idioma uzbeko, que utiliza oficialmente el alfabeto latino desde 1992, su nombre se escribe Qosimjonov. La transliteración que mejor se adapta a la ortografía y fonética del español es Kasimyánov.
En la lista de ajedrecistas de la FIDE de octubre de 2008, Kasimdzhánov tiene una puntuación Elo de 2672, lo que lo convierte en el jugador número 50 del mundo. Su mejor puntuación fue 2706 (en octubre de 2001).
Ostentó el título de campeón del mundo de este deporte según la Federación Internacional de Ajedrez. Kasimdzhánov ganó sorpresivamente el campeonato del mundo de ajedrez de la FIDE de 2004, tras imponerse en las eliminatorias a Alejandro Ramírez, Ehsan Ghaem Maghami, Vasili Ivanchuk, Zoltán Almasí, Alexander Grischuk y Veselin Topalov. En el encuentro final derrotó a Michael Adams consiguiendo el título.

## Cuartos de final de Candidatos contraGélfand, mayo-junio,Elistá,Kalmukia, 2007
| Jugador      | R1 | R2 | R3 | R4 | R5 | R6 | Desempate         | Total |
| ------------ | -- | -- | -- | -- | -- | -- | ----------------- | ----- |
| Kasimdzhanov | =  | =  | =  | =  | =  | =  | 0.5 (Eliminado)   | 3.5   |
| Gélfand      | =  | =  | =  | =  | =  | =  | 2.5 (Clasificado) | 5.5   |